# Зеленогайська сільська рада (Васильківський район)
Зеленога́йська сільська́ ра́да — адміністративно-територіальна одиниця та орган місцевого самоврядування в Васильківському районі Дніпропетровської області. Адміністративний центр — село Зелений Гай.

## Загальні відомості
- Населення ради: 1319 осіб (станом на 2001 рік)

## Населені пункти
Сільській раді підпорядковані населені пункти:
- с. Зелений Гай
- с. Довге
- с. Копані
- с. Крутеньке
- с. Новоандріївка
- с. Таранове
- с. Хвилі

## Склад ради
Рада складається з 12 депутатів та голови.
- Голова ради: Карнаух Микола Володимирович
- Секретар ради: Ведмідь Олена Альбертівна

### Керівний склад попередніх скликань
| Прізвище, ім'я, по батькові  | Основні відомості                                                         | Дата обрання | Дата звільнення |
| ---------------------------- | ------------------------------------------------------------------------- | ------------ | --------------- |
| Надтока Віталій Олексійович  | Сільський голова, 1964 року народження, член Народної партії              | 26.03.2006   | 01.09.2007      |
| Карнаух Микола Володимирович | Сільський голова, 1968 року народження, освіта вища, безпартійний         | 16.03.2008   | 31.10.2010      |
| Карнаух Микола Володимирович | Сільський голова, 1968 року народження, освіта вища, член Партії регіонів | 31.10.2010   | 25.10.2015      |
| Карнаух Микола Володимирович | Сільський голова, 1968 року народження, освіта вища, безпартійний         | 25.10.2015   |                 |

Примітка: таблиця складена за даними сайту Верховної Ради України та ЦВК

### Депутати VII скликання
За результатами місцевих виборів 2015 року депутатами ради стали:

#### За суб'єктами висування
| Суб'єкт висування | Кількість обраних депутатів | %      |
| ----------------- | --------------------------- | ------ |
| Самовисування     | 12                          | 100.00 |

#### За округами
| № округу | Прізвище, ім'я, по батькові     | Ким висунуто  | Дата нар.  | Освіта              | Партійна приналежність                                        | Відомості                                                                |
| -------- | ------------------------------- | ------------- | ---------- | ------------------- | ------------------------------------------------------------- | ------------------------------------------------------------------------ |
| 1        | Власенко Тетяна Сергіївна       | Самовисування | 03.06.1961 | вища                | безпартійна                                                   | Зеленогайська ЗСШ, Вчитель історії                                       |
| 2        | Рацебарський Сергій Валерійович | Самовисування | 15.07.1970 | загальна середня    | безпартійний                                                  | ТОВ «Інвестагро», бригадир                                               |
| 3        | Гужеля Наталія Анатоліївна      | Самовисування | 08.08.1975 | загальна середня    | безпартійна                                                   | Тимчасово не працює                                                      |
| 4        | Онасенко Василь Петрович        | Самовисування | 13.01.1954 | загальна середня    | безпартійний                                                  | пенсіонер                                                                |
| 5        | Ведмідь Олена Альбертівна       | Самовисування | 19.01.1967 | вища                | безпартійна                                                   | Зеленогайська сільська рада, Секретар сільради                           |
| 6        | Корінь Віталій Миколайович      | Самовисування | 22.06.1982 | вища                | безпартійний                                                  | СФГ «Рубін», голова                                                      |
| 7        | Карнаух Юлія Дмитрівна          | Самовисування | 24.04.1971 | вища                | безпартійна                                                   | Зеленогайська сільська рада, бухгалтер                                   |
| 8        | Прудникова Інна Олексіївна      | Самовисування | 14.04.1971 | професійно-технічна | безпартійна                                                   | Зеленогайська сільська рада, діловод                                     |
| 9        | Здоровець Валентина Василівна   | Самовисування | 21.09.1974 | професійно-технічна | безпартійна                                                   | Зеленогайське поштове відділення, Начальник відділення поштового зв'язку |
| 10       | Філь Любов Леонідівна           | Самовисування | 17.11.1974 | професійно-технічна | безпартійна                                                   | Тимчасово не працює                                                      |
| 11       | Салова Віра Іванівна            | Самовисування | 02.12.1957 | професійно-технічна | безпартійна                                                   | пенсіонер                                                                |
| 12       | Лисаков Володимир Володимирович | Самовисування | 24.10.1984 | професійно-технічна | член політичної партії Всеукраїнське об'єднання «Батьківщина» | Тимчасово не працює                                                      |

### Депутати VI скликання
За результатами місцевих виборів 2010 року депутатами ради стали:

#### За суб'єктами висування
| Суб'єкт висування           | Кількість обраних депутатів | %    |
| --------------------------- | --------------------------- | ---- |
| Партія регіонів             | 15                          | 93,8 |
| Комуністична партія України | 1                           | 6,3  |

#### За округами
| № округу                    | Прізвище, ім'я, по батькові     | Дата визнання обраним | Освіта             | Партійна приналежність            | Відомості про обраного депутата                                     |
| --------------------------- | ------------------------------- | --------------------- | ------------------ | --------------------------------- | ------------------------------------------------------------------- |
| Комуністична партія України |                                 |                       |                    |                                   |                                                                     |
| 4                           | Рацебарський Валерій Сергійович | 01.11.2010            | середня            | член Комуністичної партії України | ТОВ «Інвестагро», механізатор                                       |
| Партія регіонів             |                                 |                       |                    |                                   |                                                                     |
| 1                           | Гаюн Наталія Іванівна           | 01.11.2010            | середня            | член Партії регіонів              | Новоандріївський будинок культури, завідувачка                      |
| 2                           | Хаба Сергій Володимирович       | 01.11.2010            | вища               | член Партії регіонів              | ТОВ «Інвестагро», агроном                                           |
| 3                           | Остроух Володимир Іванович      | 01.11.2010            | вища               | член Партії регіонів              | ТОВ «Інвестагро», начальник служби безпеки                          |
| 5                           | Маценко Іван Андіанович         | 01.11.2010            | середня            | член Партії регіонів              | пенсіонер                                                           |
| 6                           | Онасенко Василь Петрович        | 01.11.2010            | середня            | член Партії регіонів              | Зеленогайська середня загальноосвітня школа, завідувач господарства |
| 7                           | Ведмідь Олена Альбертівна       | 01.11.2010            | вища               | член Партії регіонів              | Зеленогайська сільська рада, секретар                               |
| 8                           | Корінь Віталій Миколайович      | 01.11.2010            | вища               | член Партії регіонів              | фермерське господарство «Рубін», голова                             |
| 9                           | Карнаух Юлія Дмитрівна          | 01.11.2010            | вища               | член Партії регіонів              | Зеленогайська сільська рада, бухгалтер                              |
| 10                          | Пипа Наталія Анатоліївна        | 01.11.2010            | вища               | член Партії регіонів              | приватний підприємець                                               |
| 11                          | Прудникова Інна Олексіївна      | 01.11.2010            | середня            | член Партії регіонів              | тимчасово не працює                                                 |
| 12                          | Здоровець Валентина Василівна   | 01.11.2010            | вища               | член Партії регіонів              | Зеленогайське поштове відділення, завідувачка                       |
| 13                          | Філь Любов Леонідівна           | 01.11.2010            | середня спеціальна | член Партії регіонів              | Товариство «Чаплинське», обліковець                                 |
| 14                          | Филь Ольга Іванівна             | 01.11.2010            | середня спеціальна | член Партії регіонів              | відділення зв'язку, листоноша                                       |
| 15                          | Салова Віра Іванівна            | 01.11.2010            | середня спеціальна | член Партії регіонів              | Таранівський фельдшерський пункт, молодша медична сестра            |
| 16                          | Ванжа Віктор Миколайович        | 01.11.2010            | вища               | член Партії регіонів              | тимчасово не працює                                                 |